# عمدة الحفاظ في تفسير أشرف الألفاظ
عمدة الحفاظ في تفسير أشرف الألفاظ: لأحمد بن يوسف المشهور السمين الحلبي.
ويعد هذا الكتاب مصدرا للغويين والمفسرين في آن واحد، فطالب مفردات اللغة يجد ضالته فيه، فهو يلتقي بتحليل مفصل لكلمات القرآن وأصولها واشتقاقاتها وتطورها واستعمالاتها، وكذا المفسر يمكنه الاستعانة به في تفسيره، وهذا تعد أهم مزية لهذا الكتاب.
ومن مزاياه أيضا: ابتداء المؤلف كتابه بفهرس دقيق للمواد التي تناولها في كتابه، وهذا يدل على دقته وحسن تبويبه وتنظيمه، وأيضا غناه بغريب الحديث، والشواهد العربية، وبحوث النحو العربي، وأيضا تضمن الكتاب الكثير من الإرشادات البلاغية.
|}

## ترجمة المؤلف
اسمه ونسبه وكنيته: هو شهاب الدين أبو العباس أحمد بن يوسف بن محمد وقيل عبد الدائم. المشهور بالسمين الحلبي.
طلبه للعلم ومشايخه: قرأ النحو على أبي حيان، والقراءات على ابن الصايغ. ولازم أبا حيان إلى أن فاق أقرانه، وسمع الحديث من يونس الدبوسي.
مكانته: كان مقرئا وإماما في النحو والفقه قد فاق أقرانه في ذلك.
وفاته: توفي سنة 756هـ.

## أهمية الكتاب
يعد هذا الكتاب مصدرا للغويين والمفسرين في آن واحد، فطالب مفردات اللغة يجد ضالته فيه، فهو يلتقي بتحليل مفصل لكلمات القرآن وأصولها واشتقاقاتها وتطورها واستعمالاتها. وكذا المفسر يمكنه الاستعانة به في تفسيره.

## موضوع الكتاب
الكتاب في مضمونه معجم لغوي، وقد بدأه المؤلف بفهرس للمواد التي تناولها فيه، وهو مع ذلك يعين في جانب التفسير، فيمكن للمفسر الرجوع إليه والاستعانة به.

## منهج المؤلف في كتابه
أولا: رتب كتابه على حروف المعجم، فكان يورد الحرف الذي هو أول الكلمة مع ما بعده من حروف المعجم.
ثانيا: يتعرض للألفاظ التي يرى أن أهل التفسير فسروها بغير موضوعها اللغوي.
ثالثا: يفصل القول في بعض القضايا النحوية، ويقتضب القول ويحجم عن الإسهاب في البعض الآخر.
رابعا: يقتصر القول أحيانا في ذكر بعض القراءات القرآنية لآية ما.
خامسا: يحيل إلى كتبه كالإحالة لكتابه (القول الوجيز).
سادسا: اهتم بنسبة الشواهد الشعرية والنثرية إلى أصحابها، وكان يذكر الشواهد تكميلا للفائدة، وإذا وجد فيها بعض الغموض وضحه بعبارة سهلة وميسرة.

## مزايا الكتاب
أولا: بدأ المؤلف كتابه بفهرس دقيق للمواد التي تناولها في كتابه، وهذا يدل على دقته وحسن تبويبه وتنظيمه.
ثانيا: غناه بغريب الحديث، فكل مادة من مواد هذا المعجم غنية بغريب الحديث.
ثالثا: غناه بشواهد العربية.
رابعا: غناه ببحوث النحو العربي.
خامسا: يتضمن الكتاب الكثير من الإرشادات البلاغية.

## المآخذ على الكتاب
ذكر السمين في مقدمة كتابه أن الراغب صاحب كتاب المفردات في غريب القرآن قد أغفل في كتابه ألفاظا كثيرة لم يتكلم عليها، مع شدة الحاجة إلى معرفتها، وشرح معانيها ولغتها، وذكر موادا لم ترد في القرآن الكريم. ومن خلال مطالعة كتابه نجد أن ما ذكره ينطبق عليه أيضا، فقد فاته أن يذكر عدة مواد، ذكر بعضها الراغب، وأيضا قد ذكر موادا لم ترد في القرآن الكريم.
وقد فات على المؤلف أيضا ذكر الأعلام الواردة في القرآن، مثل: مريم ويسع ويوسف وغيرها.